# سنویون
سنویون (انگلیسی: Senvion) شرکت مهندسی برق آلمانی است، که در سال ۲۰۰۱ تأسیس شد.